# اچ‌ام‌اس آنتمد (پی۵۸)
اچ‌ام‌اس آنتمد (پی۵۸) (به انگلیسی: HMS Untamed (P58)) یک زیردریایی بود که طول آن ۱۹۱ فوت (۵۸٫۲ متر) بود. این زیردریایی در سال ۱۹۴۲ ساخته شد.